# Bischofroda
Bischofroda ist eine Gemeinde der Verwaltungsgemeinschaft Hainich-Werratal im Wartburgkreis in Thüringen. Sie hat etwa 700 Einwohner und ist durch alte Fachwerkhäuser und Bauernhöfe geprägt.

## Lage
Bischofroda befindet sich im mittleren Talabschnitt des Lauterbachs, etwa zehn Kilometer nördlich von Eisenach. Der Ort ist Nationalparkgemeinde und liegt am Westrand des Nationalpark Hainich. Die von Feldern und Wiesen geprägte Landschaft von Bischofroda wird im Westen vom Mihlaer Berg begrenzt. In einem Wäldchen beim Reitenberg befindet sich der Steinbruch Bischofroda. Die Landesstraße 2113 verbindet Bischofroda mit den Nachbarorten Mihla und Berka vor dem Hainich.

## Geschichte

### Ersterwähnung
Die erste urkundliche Erwähnung des Ortes erfolgte 1104. Der Ortsname erinnert angeblich an den Mainzer Bischof Ruthard von Mainz (* 1088; † 2. Mai 1109), er entstammte einer Adelsfamilie, die auch in Thüringen begütert war. Bischofroda wurde von Ruthard an die im Entstehen begriffene Propstei Zella bei Falken an der Werra geschenkt, damit sollte dem Kloster eine wirtschaftliche Grundlage gegeben werden. Die Verbindung des Dorfes Bischofroda mit Probsteizella blieb bis 1922 bestehen.
Die volksetymologische Erklärung des Dorfnamens als Verweis auf den Bischof ist jedoch unwahrscheinlich. Im Mittelalter war die Nutzung des Wortes ,Bischof' als Funktionsbezeichnung untypisch gewesen - wenn, dann hätte man den Namen des konkreten Bischofs gewählt, der den Ort gegründet, erworben oder mit Rechten ausgestattet  hat, insbesondere bei einer so dominanten Figur wie Ruthard.
Gerade die Ortslage an einem Berg legt aber eine andere Erklärung für den Ortsnamen nahe. Sie folgt der vaskonischen Hypothese. Der Münchner Sprachwissenschaftler Theo Vennemann, der diese Hypothese vertritt, verweist darauf, dass existierende Toponyme (Ortsnamen) in der Regel von Neueinwanderern übernommen werden (sprachliches Substrat). Eine auffallende Häufung ähnlicher Namen bei jeweils ähnlicher Geographie wäre demnach ein Indikator für ein existierendes Wort in einer früheren Besiedlungsphase. Die Häufung von „Bischofs-“ Ortsnamen auf jeweils langgezogenen Bergrücken legt die Vermutung nahe, dass dies auch hier der Fall gewesen sein könnte (wobei es sich im Einzelfall natürlich dennoch immer um einen Zufall oder eine andere Herleitung handeln kann). In jedem Fall ,passt' diese topologische Beschreibung eindeutig zu „Bischoffroda“, wie auch zu vielen anderen, ähnlichen Ortsnamen. Die vaskonische Hypothese geht von einer alteuropäischen Sprache aus, deren letztes existierende Relikt das Baskische ist. Dort gibt es das Wort ,bizkar', das ,Bergrücken', ,langgestreckte Anhöhe in den Bergen' bedeutet. Diese toponymische Beschreibung trifft auch hier insbesondere auf das Kloster zu.
Falls diese Erklärung stimmen sollte, würde dies darüber hinaus bedeuten, dass die Besiedlung der Region in alteuropäischer Zeit erfolgt war. Demnach wäre das Gebiet des heutigen Ortes Bischoffroda bereits vor der indoeuropäischen Landnahme bewohnt gewesen, also vor dem dritten vorchristlichen Jahrtausend. In der Tat weisen Ausgrabungen in der Region auf eine Besiedlung bereits in neolithischer Zeit hin.

### Wüstungen um Bischofroda
Der Ort Bischofroda zählt zu den Rodungssiedlungen des hochmittelalterlichen Landesausbaus im Hainichgebiet. In der heutigen Flur von Bischofroda befanden sich dicht nördlich der Siedlung in Hanglage eine weitere Siedlung mit Namen „Hahnerode“, der Ort wurde als Wüstung überliefert. Eine weitere Wüstung lag im mittleren Kalkgrund in einem Seitental des Lauterbachs. Der überlieferte Ortsname „Kalkofen“ fand sich zuletzt in einem Vertragstext für zwei wüste Hofstellen als Splitterbesitz des Klosters Hersfeld vom 7. August 1421.

### Mittelalter

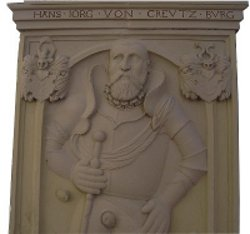
Ritter Hans Jorg von Creutzburg (Grabdenkmal des 1584 verstorbenen Ortsadeligen in der Bischofrodaer Kirche.)

Schon im 13. Jahrhundert erhielten die benachbarten Klöster in Eisenach und Lupnitz durch Schenkungen oder Tauschverträge Grundstücke in Bischofroda zugeteilt. Um das Jahr 1300 wurde das Dorf Bischofroda als Besitz des Landgrafen von Thüringen erwähnt und 1348 gewährte ein Landgraf  Nutzungsrechte der Bischofrodaer  Mühle.
Die Probsteizella und Bischofroda bildeten zu diesem Zeitpunkt bereits einen Splitterbesitz im Gebiet der Landgrafschaft Thüringen, doch blieben sie dauerhaft dem Erfurter Peterskloster unterstellt. Auch ein Drittel des Nachbarortes Berka vor dem Hainich gehörte zum Gebiet des Petersklosters. Die in Berka befindliche Wasserburg, heute Schloss Berka am Westrand der Ortschaft, sicherte den Besitz und war zugleich ein Fronhof des Klosters. In der Burg waren die Herren von Creuzburg als Burgmannen durch lehensrechtliche Verbindungen mit dem Mainzer Erzbistum ansässig geworden, das Geschlecht hatte auch von den Wettinern und anderen Landesherren in verschiedenen Orten des Werratals bis nach Philippsthal (Werra) Besitzungen und entstammte ursprünglich dem Dienstadel der Thüringer Landgrafen.
Um die Wende zum 14. Jahrhundert wurden die einst angesehenen Herren von Treffurt zu Raubrittern und plünderten immer wieder Dörfer im thüringisch-hessischen Grenzgebiet, was zu einer Belagerung von Stadt Treffurt und der Burg Normannstein durch den Erzbischof von Mainz sowie die Landgrafen von Thüringens und Hessen führte. 1333 mussten die geschlagenen Ritter ihre Burg verlassen, kehrten aber bald wieder zurück, was zur erneuten Belagerung führte, die 1336 mit der endgültigen Vertreibung der Herren von Treffurt endete. Ihr Lehensbesitz wurde danach als Beute von Mainz, Thüringen und Hessen als Ganerbschaft Treffurt gemeinschaftlich durch Amtsleute verwaltet, die fortan auf der wiederhergestellten Burg wohnten. Die Treffurter waren 1104 als Schutzvögte der Probsteizella und von Bischofroda eingesetzt worden, an ihre Stelle trat nun (offenbar mit Zustimmung des Mainzer Erzbistums) der Amtmann der Burg Creuzburg, Bischofroda wurde in das wettinische Amt Creuzburg eingegliedert. Diese sonderbaren Rechtsverhältnisse gingen auch auf eine teilweise Verpfändung an die Creuzburger zurück und waren oft Grund für Rechtsstreitigkeiten und Interessenkonflikte.

### Neuzeit

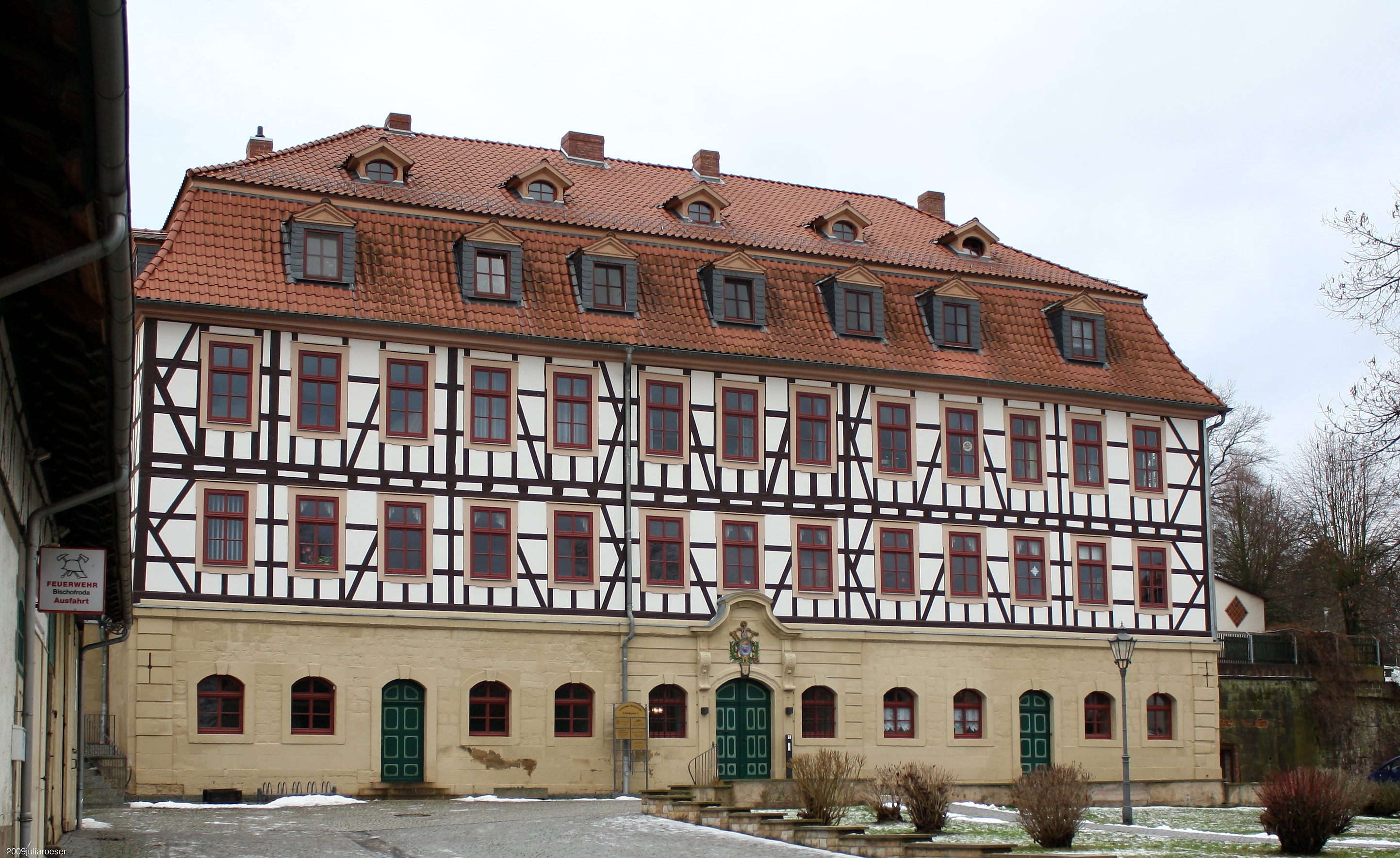
Das 1752 erbaute Schloss

Mit der Einführung der Reformation wurde auch in der Bischofrodaer Gemeinde die Lehre Martin Luthers angenommen, was zu Spannungen mit dem Peterskloster führte. Die Wirren des Bauernkrieges, die Pest, die Verheerungen des Dreißigjährigen Krieges und die Hexenverfolgung trafen auch in Bischofroda ein. Nach dem Tode des Obristen Georg Ernst von Creuzburg im Jahr 1742 starb diese Linie aus und Bischofroda wurde zum Gegenstand eines Rechtsstreites zwischen dem Herzog Ernst August von Sachsen-Weimar-Eisenach und dem Peterskloster.
Im Jahr 1752 wurde das Schloss Bischofroda errichtet, in diesem Jahr lebten im Ort 512 Einwohner, es gab 106 Wohnhäuser. Im Jahr 1765 wurde im Amt Creuzburg eine Amtsbeschreibung angefertigt, für Bischofroda wurden diese Daten erfasst: die Ackerflur wurde auf 585 ha Land geschätzt, es gab 42 ha Wiesen und 164 ha Wald. Das Kammergut besaß weitere 173 ha Ackerland. Als Viehbestand wurden 57 Pferde, 300 Rinder, 828 Schafe, 262 Schweine und 98 Bienenstöcke aufgelistet. Diese Zahlen belegen einen gewissen Wohlstand und unterscheiden sich deutlich von benachbarten Orten am Ende des Siebenjährigen Krieges.
Das mit repräsentativen Fachwerkhäusern als Hauptgebäude ausgestattete Kammergut war bis 1803 der Sitz der mainzischen Verwalter. Am Hauptportal des 1752 neu erbauten Schlossgebäudes befindet sich noch heute das bischöfliche Wappen. Zuvor befand sich der Verwaltungssitz in einem als Altes Schloss bezeichneten schlichten Fachwerkhaus, die Wasserburg in Berka vor dem Hainich war schon im 17. Jahrhundert in Privatbesitz übergegangen.

## Politik

### Gemeinderat
Der Gemeinderat in Bischofroda setzt sich aus acht Ratsmitgliedern zusammen:
- Unabhängige Wählergemeinschaft Bischofroda: 3 Sitze
- Heimatverein: 3 Sitze
- Freiwillige Feuerwehr e. V.: 2 Sitz

(Stand: Kommunalwahl am 26. Mai 2024)

### Bürgermeister
Als ehrenamtlichen Bürgermeister setzte sich Markus Riesner am 12. Juni 2022 gegen zwei Gegenkandidaten mit 61,3 Prozent bei einer Wahlbeteiligung von 66,6 Prozent durch. Zuvor war Eckbert Dietzel am 6. Juni 2010 gewählt. 2016 wurde er wiedergewählt.

### Wappen

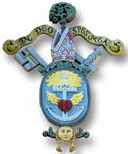
Das am Schloss von Bischofroda angebrachte Emblem

| | Blasonierung: „In Blau ein silberner gesenkter Anker belegt mit einem roten, goldgeflügeltem Herz, auf dem Ankerstock ein goldenes Gottesauge.“ |
| Wappenbegründung: Das am Schloss angebrachte Emblem diente als Grundlage für die Gestaltung des neuen Gemeindewappens. Die Symbolik wird in der Festschrift zur 900-Jahr-Feier erläutert: Das bischöfliche Wappen zeigt in der Mitte im Oval das Auge Gottes, darunter einen Anker und ein von Flammen umgebenes Herz, die bildlichen Symbole für Glaube, Liebe und Hoffnung. Über dem Oval sieht man eine Bischofsmütze und darüber den Bischofsstab, links den Schlüssel Petri, rechts das Schwert der Macht. Ein fließendes Band an der Bischofsmütze trägt die Inschrift IN DEO SPES MEA (Gott ist meine Hoffnung). Unter dem Oval befindet sich ein Engelskopf. Der Wappenstein am Schloss zeigt auch das Chronogramm 1752, zu beiden Seiten dieses Wappens fügte der Bildhauer noch in barocker Zeit gebräuchliches Rankenwerk bei, darauf wurde beim Ortswappen verzichtet. Das Wappen wurde am 6. Dezember 2017 durch das Thüringer Landesverwaltungsamt genehmigt. | |

### Flagge
Die Flagge der Gemeinde Bischofroda ist gespalten von Gelb und Blau und trägt das Gemeindewappen.

### Dienstsiegel
Das Dienstsiegel trägt die Umschrift im oberen Halbbogen „THÜRINGEN“, im unteren Halbbogen „Gemeinde Bischofroda“ und zeigt das Gemeindewappen.

## Sehenswürdigkeiten

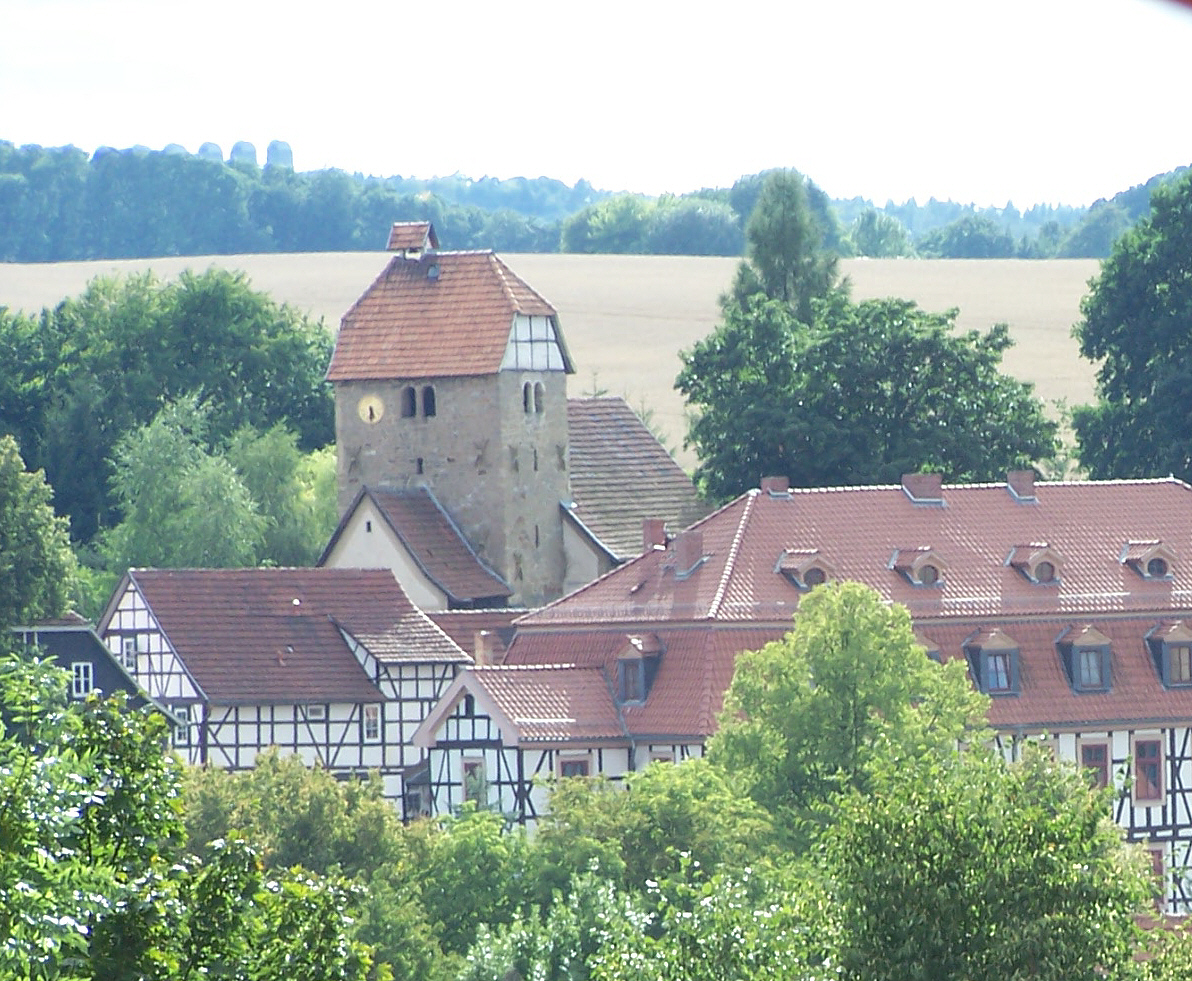
Die Ortsmitte um Kirche und Schloss

- Die Dorfkirche mit Wehrturm und Sakristei aus der Zeit der Romanik und einer Knauf-Orgel von 1861 ist eine der ältesten Kirchen im Wartburgkreis.
- Im Ortszentrum befindet sich ein 1752 im Fachwerkstil erbautes Schloss, in dem auch das Standesamt der Verwaltungsgemeinschaft Mihla untergebracht ist. Das dort über dem Portal angebrachte bischöfliche Wappen ist heute Wappen der Gemeinde.
- Der Ort wird von Fachwerkbauten geprägt, zu ihnen zählt eine historisch geprägte Hofanlage, mit Wohnhaus aus dem Jahre 1526. Dieses Haupthaus ist neben der Dorfkirche wohl das älteste, nahezu vollständig erhaltene Gebäude im Dorf.

## Sonstiges
- Bei Erdarbeiten im Steinbruch wurde Anfang der 1990er Jahre ein „versteinertes Ziegenhorn“ entdeckt und mit einer Bodenprobe an das archäometrische Labor des Senckenberg Museums eingesandt. Der Fund erwies sich laut dem Paläontologen Willi Ziegler aus Frankfurt/M. als 2000 Jahre alter Speiserest und wurde vermutlich in einem Jagdlager oder von Hirten an einer Feuerstelle entsorgt.[15]
- 1992 wurde Bischofroda Kreis- und Landessieger im Wettbewerb „Unser Dorf soll schöner werden“.
- 1993 konnte der Ort einen 3. Platz auf Bundesebene erreichen.
- 2005 feierte die Freiwillige Feuerwehr Bischofroda ihr 120-jähriges Bestehen.